# イラン関係記事の一覧
イラン関係記事の一覧。

## 国・州・都市
- イラン：西アジア・中東の国
- ギーラーン共和国：嘗てイラン北部のギーラーン州に存在した社会主義国家で、短命国家の１つでもある。1920～1921年まで存在していた。
- マハバード共和国：嘗てパフラヴィー朝時代のイラン北部・西アーザルバーイジャーン州西部にソ連傀儡政権として短期間存在したクルド人国家[1]。
- アゼルバイジャン国民政府：嘗てイラン北部のアーザルバーイジャーンで設立された「アゼルバイジャン自治共和国」の政府[2]。
- イランの州：イランを構成する31州の概要。
- イランの地方行政区画
- イランの都市の一覧
- テヘラン：イランの首都
- エスファハーン：古都。サファヴィー朝の首都
- シーラーズ：古都。ザンド朝の首都
- タブリーズ：イラン北西部の都市
- ホラーサーン：イラン東部の地域。かつては一州だったが、2004年に3つの州に分割された。旧州都はマシュハド。
- 北ホラーサーン州：イラン北東部の州。旧ホラーサーン州の一部。州都はボジュヌールド。
- 南ホラーサーン州：イラン東部の州。旧ホラーサーン州の一部。州都はビールジャンド。
- ラザヴィー・ホラーサーン州：イラン北東部の州。旧ホラーサーン州の一部。州都はマシュハド。
- バム：イランの南東部ケルマーン州に位置する都市。「砂漠のエメラルド」とも呼ばれる。
- ゴム (イラン)：ゴム州の州都。シーア派の聖地の一つ。
- イランの郡の一覧

## 歴史
- イランの歴史
- アッバース朝：かつて中東地域を支配していたイスラム帝国による王朝で、イベリア半島から中央アジアにかけて存在していた。イスラム黄金時代を築いていたことでも知られている
- イラン立憲革命：1906年-1911年
- イラン革命（イスラム革命）：1979年にイスラム教シーア派勢力によって、パフラヴィー朝が打倒された革命
- イラン・イラク戦争：1980年9月22日 - 1988年8月20日

## 遺跡
- ペルセポリス：アケメネス朝の都
- アルゲ・バム：イランのケルマーン州にある要塞都市の遺跡

## 王朝
- アケメネス朝：紀元前550年 - 紀元前330年
- アルサケス朝（パルティア）：紀元前247年頃 - 226年
- サーサーン朝：226年 - 651年
- サーマーン朝：873年 - 999年
- サファヴィー朝：1501年 - 1736年
- アフシャール朝：1736年 - 1796年
- カージャール朝：1796年 - 1925年
- パフレヴィー朝：1925年 - 1979年

## 宗教
- ゾロアスター教
- マズダク教
- マニ教
- バハイ教
- バーブ教
- イスラーム
- イスラム教
- イスラーム用語一覧
- シーア派
- 十二イマーム派

## 言語・文化・社会
- アラビア語中央アジア方言
- ガージャール芸術（英語版）：ガージャール朝時代の美術ならび、その当時に作られた芸術品や王朝の遺構出土品に関連する文化カテゴリー。
- ペルシア語
- ペルシア文字
- ノウルーズ：イラン暦における元日。
- シャー：ペルシア語で「王」を意味する語。
- パーディシャー：ペルシア語で「大王」を意味する語。
- ヒジュラ暦
- イラン暦（ペルシア暦）
- イラン映画
- イラン・ポップ
- コルシ
- イランの法制
- イラン赤新月社（英語版）
- 獅子と太陽：イラン（ ペルシャ ）の主要な紋章の1つであり、1979年の革命まで公式な紋章として扱われていた。
- 赤獅子と太陽社（英語版）：かつて存在していた結社でイラン赤新月社の前身に当る。1922年に設立され、1923年に国際赤十字・赤新月運動へ加盟
- 獅子と太陽勲章（英語版）：かつて存在していた勲章の一つ
- 赤獅子と太陽勲章（英語版）：かつて存在していた勲章の一つ

## 地理・自然
- 歴史的イラン世界
- イランの世界遺産
- イラン高原
- カヴィール砂漠
- ルート砂漠
- カールーン川
- シャットゥルアラブ川
- ハームーン湖
- イランの地震一覧
- イラン北西部ルードバール地震
- バム地震
- アーザーデガーン油田

## 人

### 学芸・文化
- アブー・ヌワース：8世紀後半から9世紀初頭の詩人。千夜一夜物語にも登場する実在の人物。
- アル・フワリズミー：9世紀前半のイラン人科学者。アルゴリズムという言葉の語源といわれている。
- イブン・スィーナー：10～11世紀の科学者・哲学者・医学者
- ハマザーニー：10世紀から11世紀の詩人、著作家。マカーマの創始者として知られる。
- サアーリビー：10世紀から11世紀の詩人、文献学者。
- アサディー・トゥースィー：11世紀の詩人、著述家。
- ラーミイー・グルガーニー：11世紀の詩人。
- マヌーチヒリー・ダームガーニー：11世紀のペルシア語詩人。アラビア語詩の影響を強く受けた詩風で知られる。
- ウマル・ハイヤーム：四行詩（ルバーイヤート）で知られる11～12世紀の科学者・数学者。
- アンワリー：12世紀の詩人、天文学者。
- ニザーミー：五部作（ハムセ）で著名な12～13世紀の詩人。
- ファリードゥッディーン・アッタール：12世紀から13世紀の代表的なホラーサン派神秘主義詩人。
- サアディー：13世紀の詩人。『薔薇園』で知られ、イラン文学史上の最高傑作といわれる。
- ファフルッディーン・イラーキー：13世紀の神秘主義詩人。
- アウハディー・マラーギー：13世紀から14世紀のスーフィー詩人。
- ハーフェズ：14世紀の詩人。『ハーフェズ詩集』は後年東西の文化に強い影響を与え、現代でも国内で広く愛好される。
- ハムドゥッラー・ムスタウフィー・カズヴィーニー：14世紀の歴史家、地理学者、叙事詩人。『選史』『勝利の書』『心魂の歓喜』で知られる。
- ドゥレトマメット・アザディ（トルクメン語版、英語版）：17～18世紀の詩人。サファヴィー朝時代のペルシア出身で、マフトゥムグル（英語版）の父である。
- ファーテメ・バラガーニー：19世紀の女性詩人。ターヘレもしくはクッラトゥル・アインの称号で知られる。バーブ教とバハイ教の殉教者として崇敬を受ける。
- イーラジ・ミールザー：20世紀初頭、イラン立憲革命期の詩人。
- アーレフ・ガズヴィーニー：20世紀初頭、イラン立憲革命期の国民作家、音楽家。
- パルヴィーン・エーテサーミー：20世紀前半、イラン立憲革命後の女流詩人。
- アフマド・カスラヴィ：20世紀の言語学者、歴史学者。改革者としての一面も持っていた。
- ニーマー・ユーシージ：20世紀の現代イラン詩人。イラン現代詩の祖とされる。
- ソフラーブ・セペフリー：20世紀の現代イラン詩人。
- フォルーグ・ファッロフザード：20世紀の詩人、映画監督。
- アッバース・キヤーロスタミー：映画監督
- モハンマド・レザー・ロトフィ：音楽家
- モフセン・マフマルバーフ：映画監督
- ショーレ・アグダシュルー：女優
- アーラシュ・ラバーフ：テヘラン出身の音楽家。ヨーロッパを中心に活躍中
- ランディ・マッスル：日本で活動するタレント
- サヘル・ローズ：日本で活動するタレント

### シャー（王・皇帝）

#### アケメネス朝
- 大キュロス：初代
- ダレイオス1世
- クセルクセス1世
- ダレイオス3世
- マンダネ：カンビュセス1世の王妃でキュロス2世の母

#### カリンヴァン朝（英語版）
- クアヤー（英語版）
- マジャール（英語版）

#### バヴァン朝（英語版）
- シャプル（英語版）

#### サーサーン朝
- アルダシール1世：初代
- シャープール1世：アルダシール1世の子
- ホスロー1世

#### サファヴィー朝
- イスマーイール1世：初代
- アッバース1世

#### アフシャール朝
- ナーディル・シャー：初代
- アーディル・シャー：2代
- イブラーヒーム：3代
- シャー・ルフ：4代、6代
- スライマーン2世：5代

#### カージャール朝
- アーガー・モハンマド・シャー：初代
- ファトフ・アリー・シャー：2代
- モハンマド・シャー：3代
- ナーセロッディーン・シャー：4代
- モザッファロッディーン・シャー：5代
- モハンマド・アリー・シャー：6代
- アフマド・シャー：7代

#### パフラヴィー朝
- レザー・シャー：初代
- モハンマド・レザー・パフラヴィー：第2代。イラン革命で追放された。

### 宗教
- ザラスシュトラ（ゾロアスター）：ゾロアスター教の開祖
- バハーウッラー：バハイ教の祖
- ハサン・サッバーフ：ニザール派の開祖。
- アリー・イブン＝アビー＝ターリブ：イスラム教の第四代正統カリフ，シーア派の初代イマーム
- ルーホッラー・ホメイニー：イランのシーア派の精神的リーダーで、イラン革命の指導者

### 大統領
- アリー・ハーメネイー：第3代イラン・イスラム共和国大統領
- ハーシェミー・ラフサンジャーニー：第4代イラン・イスラム共和国大統領
- モハンマド・ハータミー：第5代イラン・イスラム共和国大統領
- マフムード・アフマディーネジャード：第6代イラン・イスラム共和国大統領

### その他
- ペルシスのアリババザネ（英語版）
- ババク・コラマディン（アゼルバイジャン語版、英語版）：政治活動家。クルラミ派（英語版）の革命指導者でもあった。
- アミル・アフシャール（英語版）：イランの外交官、元外相。
- アニューシャ・アンサリ：イラン出身でアメリカ合衆国で活躍する女性実業家。
- シーリーン・エバーディー：イランの弁護士。人権活動家でもある。
- モナ・マフムードニジャード：イラン出身のバハイ教徒。
- アーリア人：ユーラシア中央部を出自とし、主にインド・ヨーロッパ語族に属する言語を話す民族。
- ペルシア人：イラン地域のペルシア語を話す人々。
- 在日イラン人

## 未分類、その他
- アザディ・スタジアム：テヘランにあるスタジアム。ドイツW杯最終予選で日本代表がイラン代表と当地で対戦。
- イマームホセイン大学：テヘランにある大学
- イランの国歌（イラン・イスラム共和国国歌）
- イランの国旗：1980年7月29日に制定
- イランの最高指導者：イラン・イスラム共和国が成立すると同時に新設された元首に相当する役職及び称号名
- イランの空港の一覧：イランにある空港の一覧
- 中央アジアサッカー協会：以前は西アジアサッカー連盟（WAFF）に所属・加盟。（2000～2014 迄）
- モジャーヘディーネ・ハルグ：反体制武装組織

## 関連カテゴリ
- Category:イラン
- Category:イランの地方行政区分